# كيفن مكمان (مجدف)
كيفن مكمان (بالإنجليزية: Kevin McMahon)‏ هو مجدف أسترالي، ولد في 28 نوفمبر 1938.

## وصلات خارجية
- كيفن مكمان على موقع الاتحاد الدولي للتجديف (الإنجليزية)
- كيفن مكمان على موقع اللجنة الأولمبية الدولية (الإنجليزية)
- كيفن مكمان على موقع أوليمبيديا (الإنجليزية)